# Eleccions legislatives daneses de 1988
Les eleccions legislatives daneses de 1988 se celebraren el 10 de maig de 1988. El partit més votat foren els socialdemòcrates, però formaren un govern de coalició del Partit Popular Conservador amb Venstre, dirigit per Poul Schlüter.
| Partit                           | Líder                 | Vots           | %              | Escons         | +/-            |                |
| -------------------------------- | --------------------- | -------------- | -------------- | -------------- | -------------- | -------------- |
| Socialdemokratiet                | Svend Auken           | 992,682        | 29.8           | 55             | +1             |                |
| Det Konservative Folkeparti      | Poul Schlüter         | 642,048        | 19.3           | 35             | -3             |                |
| Socialistisk Folkeparti          | Gert Petersen         | 433,261        | 13.0           | 24             | -3             |                |
| Venstre                          | Uffe Ellemann-Jensen  | 394,190        | 11.8           | 22             | +3             |                |
| Fremskridtspartiet               | Pia Kjærsgaard        | 298,132        | 9.0            | 16             | +7             |                |
| Det Radikale Venstre             | Niels Helveg Petersen | 185,707        | 5.6            | 10             | -1             |                |
| Centrum-Demokraterne             | Erhard Jakobsen       | 155,464        | 4.7            | 9              | -              |                |
| Kristeligt Folkeparti            |                       | 68,047         | 2.0            | 4              |                |                |
| Fælles Kurs (P)                  |                       | 62,263         | 1.9            | 0              | -4             |                |
| De Grønne (G)                    |                       | 44,960         | 1.4            | 0              | -              |                |
| Danmarks Kommunistiske Parti (K) |                       | 27,439         | 0.8            | 0              | -              |                |
| Venstresocialisterne (Y)         |                       | 20,303         | 0.6            | 0              | -              |                |
| Participació                     | Participació          | 85,7%          | 85,7%          | 85,7%          | 85,7%          | 85,7%          |
| Font                             | Font                  | Folketinget.dk | Folketinget.dk | Folketinget.dk | Folketinget.dk | Folketinget.dk |